# طلیل
استان خوزستان.شهرستان هویزه.روستای حسین دهیش
حسین دهیش، روستایی از توابع بخش هویزه شهرستان دشت آزادگان در استان خوزستان ایران است.

## جمعیت
این روستا در دهستان هویزه قرار دارد و براساس سرشماری مرکز آمار ایران در سال ۱۳۸۵، جمعیت آن  ۷۳نفر (۱۱خانوار) بوده‌است.